# 大渡町 (前橋市)
大渡町（おおわたりまち）は、群馬県前橋市の地名。大渡町一丁目から大渡町二丁目まである。郵便番号は371-0854。面積は0.67km2(2013年現在)。

## 地理
前橋市の西部、前橋台地、利根川右岸に位置している。

### 河川
- 利根川
- 滝川

## 歴史
戦国時代頃からある地名である。江戸時代に入ると、はじめ総社藩領、寛永10年に高崎藩領、のち正徳年間には幕府領となり、延享4年に前橋藩領、安永9年からは高崎藩領だった。

### 年表
- 1889年4月1日 町村制施行により、大渡村が元総社村、大友村、内藤分村と合併し西群馬郡元総社村が成立する。
- 1896年4月1日 郡の統合（西群馬郡と片岡郡の統合）により、元総社村が群馬郡に所属する。
- 1954年4月1日 周辺1町5村（上川淵村、下川淵村、芳賀村、桂萱村、群馬郡東村、総社町）とともに元総社村は前橋市へ編入する。そのため前橋市大渡町となる。
- 1975年 一部が現在の大渡町1-2丁目、総社町1-3丁目となり、総社町総社、大友町、石倉町と大渡町の各一部が合併し、現在の大渡町1-2丁目が成立する。
- 1977年 一部が大友町1-2丁目、元総社町1-2丁目となる。
- 1978年 一部が下石倉町になる。
- 1983年 一部が石倉町1-5丁目となる。

## 世帯数と人口
2017年（平成29年）8月31日現在の世帯数と人口は以下の通りである。
| 丁目                 | 世帯数  | 人口  |
| -------------------- | ------- | ----- |
| 大渡町一丁目・二丁目 | 286世帯 | 560人 |

## 小・中学校の学区
市立小・中学校に通う場合、学区は以下の通りとなる。
| 丁目         | 番地 | 小学校             | 中学校             |
| ------------ | ---- | ------------------ | ------------------ |
| 大渡町一丁目 | 全域 | 前橋市立総社小学校 | 前橋市立第六中学校 |
| 大渡町二丁目 | 全域 | 前橋市立総社小学校 | 前橋市立第六中学校 |

## 交通

### 鉄道
上越線の線路があるが、鉄道駅はない。

### 道路
国道はなく、県道は群馬県道10号前橋安中富岡線、群馬県道105号総社石倉線が通っている。

## 施設
- 大渡公園
- 王山公園
- 前橋市大渡温水プール